# Ermeneutica del Concilio Vaticano II
Per ermeneutica del Concilio Vaticano II si intendono le diverse interpretazioni del Concilio date dai teologi e dagli storici nel periodo successivo al Concilio.

## Interpretare il Concilio
A differenza degli altri Concili, il Vaticano II pone un problema di interpretazione. Questa particolarità può essere fatta derivare dall'intendimento stesso del Concilio che non fu di definire «un punto o l'altro di dottrina e disciplina» ma di «rimettere in valore e in splendore la sostanza del pensare e del vivere umano e cristiano».. A quest'intendimento seguì una mancanza di definizioni dogmatiche, da cui è sorto un dibattito sulla natura dei documenti e sulla loro applicazione.
Tutti i Concili ecumenici hanno avuto i loro storici che hanno contribuito a fornire un'interpretazione partendo dalla loro visuale, tuttavia solo per il Concilio Vaticano II si sono affrontate due ermeneutiche contrarie. Secondo alcuni critici la presenza di ermeneutiche contrapposte può essere imputata ad un'ambiguità o ambivalenza dei documenti conciliari.

## Ermeneutica della continuità
Secondo l'ermeneutica della continuità il Concilio Vaticano II va interpretato alla luce e in continuità con il magistero della Chiesa precedente e successivo al Concilio ovvero alla luce della Tradizione.
Secondo Benedetto XVI, l'ermeneutica della continuità emergerebbe dal discorso di apertura del concilio a cura di Giovanni XXIII e anche dal discorso conclusivo a cura di papa Paolo VI.
Già papa Paolo VI nel 1966, ad un anno dalla chiusura del Concilio, evidenziò due tendenze interpretative considerate errate:
(Paolo VI, Omelia in occasione del I anniversario della chiusura del Concilio, 8 dicembre 1966)
L'ermeneutica della continuità ha ispirato il pontificato di papa Giovanni Paolo II ed è stata formulata esplicitamente da papa Benedetto XVI il 22 dicembre 2005:
(Benedetto XVI, Discorso alla Curia romana del 22 dicembre 2005)
Altre volte Benedetto XVI è tornato sulla stessa questione, sottolineando l'importanza che il Concilio Vaticano II sia recepito alla luce di tutto il bagaglio dottrinale della Chiesa
Nel 2005 ha definito il Concilio come un "processo di novità nella continuità" nel quale i principi rimangono immutati, mentre le forme concrete dipendono dalla situazione storica e possono essere sottoposte a mutamenti.
I principali studiosi che sostengono l'ermeneutica della continuità sono i cardinali Walter Brandmüller, presidente del Pontificio Comitato di Scienze Storiche, Avery Robert Dulles e Francis Eugene George, l'arcivescovo Agostino Marchetto, il vescovo domenicano Charles Morerod e il filosofo del diritto Francis Russell Hittinger.
Una critica all'ermeneutica della continuità ne contesta l'impostazione teologica più che storica, con la presunta conseguenza di togliere importanza al Concilio considerato come evento.

## Ermeneutica della discontinuità
L'ermeneutica della discontinuità tende a dare valore al Concilio in quanto evento, anche in considerazione di alcune caratteristiche particolari del Vaticano II: l'assenza di uno scopo storico determinato, il rigetto degli schemi preparatori, l'elaborazione assembleare dei documenti e anche la percezione del Concilio come evento cruciale da parte dell'opinione pubblica. Questa ermeneutica mira a valorizzare non soltanto i documenti approvati dal Concilio, ma anche i dibattiti interni all'assemblea e la percezione del Concilio all'esterno, da parte dei fedeli.
I sostenitori dell'ermeneutica della discontinuità sono rappresentati dalla cosiddetta "scuola di Bologna" diretta da Giuseppe Alberigo, un allievo di Giuseppe Dossetti, autore di una "Storia del Concilio Vaticano II" in cinque volumi. Alla scuola di Bologna appartengono anche Giuseppe Ruggieri, Maria Teresa Fattori e Alberto Melloni. Fuori dall'Italia quest'impostazione è sostenuta da Yves Chiron, David Berger, John O'Malley, Gilles Routhier e Cristoph Theobald.
Sostengono l'ermeneutica della discontinuità, accompagnandola ad una serrata critica al Concilio, anche molti gruppi tradizionalisti, come la Fraternità sacerdotale San Pio X, e alcuni studiosi come il filosofo Romano Amerio. Nel 2010 lo storico Roberto de Mattei è intervenuto nel dibattito con il libro Il Concilio Vaticano II. Una storia mai scritta, in cui, senza entrare nel merito della discussione teologica, sostiene sul piano storico l'impossibilità di separare il Concilio dagli abusi postconciliari, isolando questi ultimi come una patologia sviluppatasi su un corpo sano.
Benedetto XVI, pochi mesi dopo la sua elezione a Papa, espresse una severa critica dell'ermeneutica della discontinuità:
(Benedetto XVI, Discorso alla Curia romana del 22 dicembre 2005)
Secondo Ratzinger, il sostenitore dell'ermeneutica della rottura o discontinuità contrappongono la lettera dei testi allo spirito del concilio, nella consapevolezza che i documenti furono oggetto di un compromesso per raggiungere l'unanimità dei consensi, compromesso che portò a ribadire molti contenuti della tradizione. Lo spirito del Concilio deve essere interpretato liberamente ed è sotteso ai testi stessi.